# روبرت بيرد (مؤرخ)
روبرت بيرد (بالإنجليزية: Robert Baird)‏ هو مؤرخ أمريكي، ولد في 6 أكتوبر 1798، وتوفي في 15 مارس 1863.